# Mentre fuori piove
Mentre fuori piove è un album degli Africa Unite, pubblicato nel 2003.

## Tracce
(CD Alternative Produzioni, AP 012)
Testi di Bunna e Madaski.
1. La storia – 4:46
2. Muoio, Goodbye – 5:22
3. Uguale – 3:49
4. Rughe indelebili – 6:57
5. Mentre fuori piove – 5:03
6. Ogni singola goccia – 4:35
7. In piedi – 4:28
8. Non guardare – 4:31
9. Mind Rape – 5:08
10. What's Going On – 3:40
11. Goodbye Dub – 5:26
12. La storia dub – 4:48
13. Quando fiori piove – 4:06

Durata totale: 62:39

## Formazione
- Cato Senatore - basso
- Davide Graziano - batteria
- Ru Catania - chitarra
- Madaski - tastiere
- Bunna - voce
- Papa Nico - percussioni
- Paolo "De Angelo" Parpaglione - sassofono
- Gigi "T-Bone" De Gaspari - trombone